# Generalized Analytical Markup Language
Generalized Analytical Markup Language (kurz GAML) ist ein XML-basiertes Dateiformat im Bereich der analytischen Chemie. Es handelt sich um ein offenes Format. Im Gegensatz zu Standards wie AnDI oder JCAMP-DX, die zum Datenaustausch optimiert sind, versucht GAML einen Standard zur Langzeitarchivierung zu schaffen. Ziel ist ein instrumentenunabhängiges Format, das verschiedene Detektortypen mit mehrdimensionalen Daten unterstützt. Das XML Schema ist Gemeineigentum.